# Antigonus Monophthalmus
Antigonus I Monophthalmus (greaca veche: Ἀντίγονος ὁ Μονόφθαλμος, 382 î.Hr. - 301 î.Hr.), fiul lui Filip de la Elimeia, a fost un nobil macedonean, general și satrap sub Alexandru cel Mare. În timpul vieții sale timpurii el a servit în armată sub conducerea lui Filip al II-lea și a fost o figură majoră în războaiele dintre Diadohi după moartea lui Alexandru, declarându-se rege în 306 î.Hr. și instituind Dinastia Antigonidă.

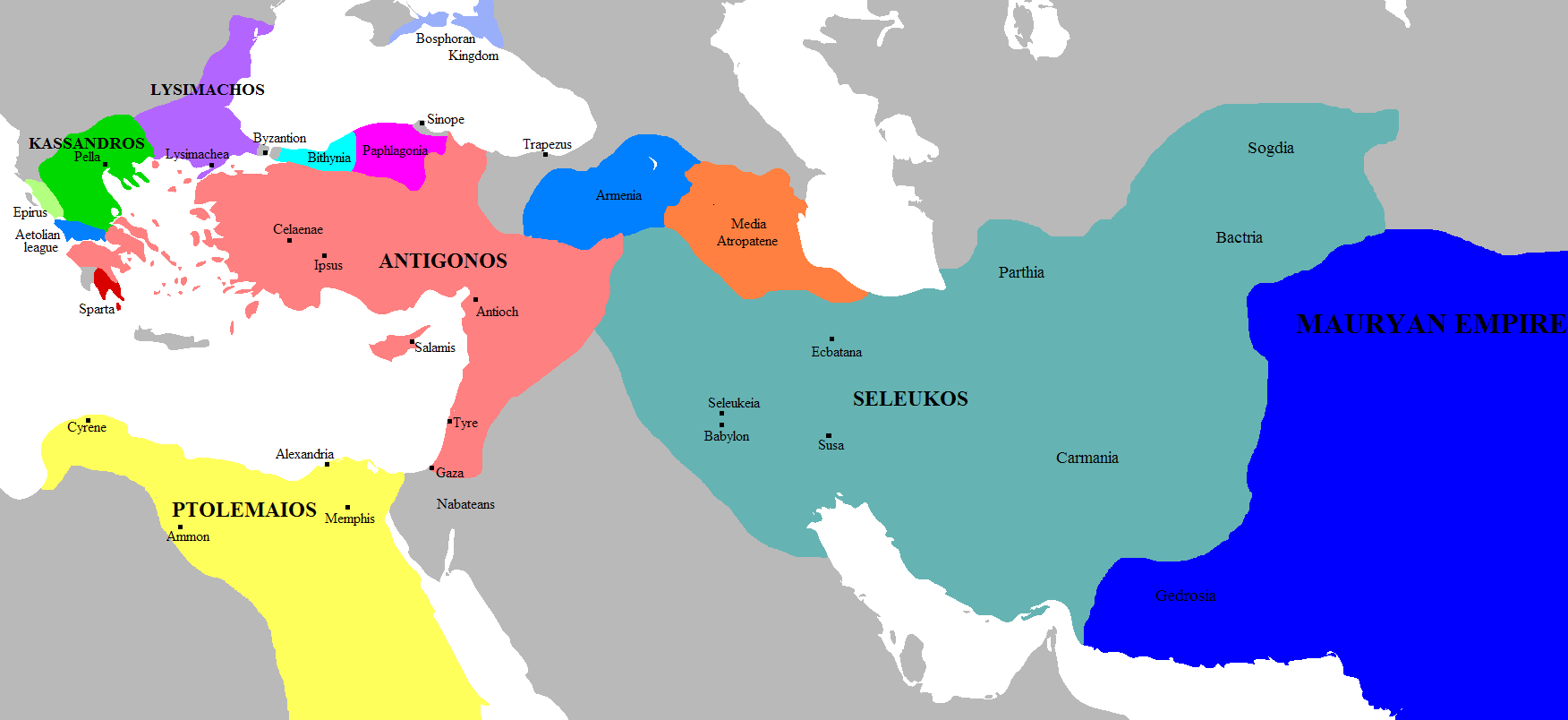
Dinastia Antigonilor şi rivalii lor